# Spirostreptus bassleri
Spirostreptus bassleri är en mångfotingart som beskrevs av Chamberlin 1941. Spirostreptus bassleri ingår i släktet Spirostreptus och familjen Spirostreptidae. Inga underarter finns listade i Catalogue of Life.